# إيلين شولتر
إيلين شولتر (بالإنجليزية: Elaine Showalter) (ولدت في 21 يناير 1941-) ناقدة نسوية أميريكية، أستاذة متقاعدة بجامعة برينستون في أمريكا، كاتبة في المجال الثقافي والاجتماعي وصاحبة نظرية النقد النسائي (Gynocriticism)، التي صكتها في السبعينيات وهي بذلك تعدّ من مؤسسات النقد الأدبي النسائي وهي زميل في الجمعية الملكية في الأدب.

## حياتها
ولدت في بوسطن في ولاية ماساتشوستس، درست اللغة الإنجليزية في كلية برين ماور في الولايات المتحدة، وتخرجت عام 1962، وحصلت على درجة ماجستير من جامعة برايندز 1964، وحصلت على شهادة الدكتوراة من جامعة كاليفورنيا. ثم تعيّنت في كلية دوغلاس في روتجرز، والتحقت بأعضاء هيئة التدريس بجامعة برينستون عام 1984 وخرجت للتقاعد المبكّر عام 2003.

## نظريتها
بدأ الأدب النقد النسوي يتشكّل مع فرجينيا وولف وسيمون دي بوفوار وتلتها الموجه النسوية الثانية كشفت مصطلحات مثل الكراهية على أساس الجنس والتمييز الجنسي وبدأت النساء تقرأ كتابات الذكور على ضوء هذه المصطلحات، تشكلت نظرية شولتر في ظل الموجة الثانية التي ذهبت القراءات النسوية لقراءة الأدب والكشف عن مدى اختلاف وانسجام الأدب وتماهيه مع النظام الأبوي وقيمه الذكورية، واعتمدت نظرية شولتر على تفكيك وبحث صورة المرأة والرجل في الأدب وكم تتماهى وتختلف مع النظام الأبوي، شولتر عام 1979 لم تقدّم نقدًا نسويا فقط بل طرحت مصطلح جديد إلا وهو «النقد النسوي»

## مؤلفاتها
- أدب خاصّ بهن (A Literature of Their Own) نشر عام 1977.
- المرض الأنثوي: النساء الجنون والثقافة البريطانية منذ منتصف القرن التاسع عشر وحتى النصف الثاني من القرن العشرين (The Female Malady: Women, Madness, and English Culture, 1830–1980) نشر عام 1985.
- A Jury of Her Peers: American Women Writers from Anne Bradstreet to Annie Proulx - نشر عام 2009
- Daughters of Decadence: Women Writers of the Fin-de-Siècle - نشر عام 1993
- The Civil Wars of Julia Ward Howe- نشر عام 2016
- نحو نقد نسوي أدبي نسوي (Toward a Feminist Poetics) نشر عام 2015